# Arkansas Arts Center
Das Arkansas Arts Center ist ein Kunstmuseum in Little Rock. Das Museum wurde 1960 gegründet, geht aber auf den bereits 1914 gegründeten Fine Arts Club of Arkansas zurück. Die Sammlung des Arkansas Arts Center umfasst Gemälde, Grafiken, sowie Design-Objekte. Ein weiteres Tätigkeitsfeld des Museums ist die Kunsterziehung, wozu es unter anderem Kunstklassen anbietet.

## Geschichte
Das Arkansas Arts Center geht auf den 1914 gegründeten Fine Arts Club of Arkansas zurück, dessen Mitglieder die spätere Museumsgründung unterstützten. Bereits 1937 wurde ein Museum of Fine Arts in Little Rock eingerichtet. 1957 veranstaltete das Museum unter Mithilfe des späteren Gouverneurs Winthrop Rockefeller und seiner Frau Jeannette Rockefeller eine bundesstaatsweite Spendenkampagne. Ein Jahr später wurde das Museum auf Beschluss der Stadt hin umstrukturiert und in Arkansas Arts Center umbenannt, so dass 1960 als Gründungsjahr gilt. 1963 umfasste das Arkansas Arts Center bereits fünf Galerien, ein Theater, Klassenräume und eine Kunstbibliothek. Zudem wurden Sonderausstellungen veranstaltet. Der Ankauf von Kunstwerken war auf regionale Kunst und Drucke bedeutender Künstler beschränkt.
Nach einer Phase geringer Unterstützung durch die Stadt und Gesellschaft wurden 1968 unter der Leitung des neuen Direktors Townsend Wolfe einige Umstrukturierungen und programmatische Erneuerungen vorgenommen, so dass die finanzielle Unterstützung wieder zunahm. 1971 beschloss die Museumsleitung sich bei Ankäufen nur noch Zeichnungen zu widmen und somit einen besonderen Schwerpunkt in der Sammlung zu setzen. Ein Jahr später wurde die Arkansas Arts Center Foundation geschaffen, die von der Stadt unabhängig ist und der die Sammlung gehört.
1975 wurde die 3200 Quadratmeter große Rockefeller Gallery gebaut, um den Ausstellungsraum zu erweitern. 1982 wurde eine Erweiterung des Museums fertiggestellt. So wurden die Studios und die Ausstellungsfläche erweitert. Drei Jahre später folgte die Eröffnung des Arkansas Arts Center Decorative Arts Museum, das die Sammlung von Design-Objekten beherbergte. 1989 wurde die 1300 Quadratmeter große Strauss Gallery als Ergänzung zur Rockefeller Gallery erbaut.
1998 wurde der erste Spatenstich für eine 30.000 Quadratmeter große Erweiterung und die Renovierung von 12.000 Quadratmetern gesetzt. Zwischen dem 11. und 20. Februar 2000 wurde die Wiedereröffnung mit einer Reihe spezieller Veranstaltungen gefeiert. 2002 wurde nach 34 Jahren Townsend Wolfe verabschiedet und setzte Ellen A. Plummer als neue Direktorin ein. Ein Jahr später wurde das Decorative Arts Museum geschlossen und zeitgenössische Design-Objekte in das Arkansas Arts Center übernommen.

## Sammlung
Die Sammlung des Arkansas Arts Center hat einen Schwerpunkt auf Zeichnungen aus Europa und Amerika, die in einem Zeitraum von der Renaissance bis hin zur Gegenwart entstanden. Beispielsweise befinden sich Zeichnungen von Vincent van Gogh, Georgia O’Keeffe, Rembrandt van Rijn, Paul Cézanne, Jackson Pollock und Peter Paul Rubens im Museum. Weiterhin besitzt es 135 Aquarelle und Zeichnungen von Paul Signac, das Skizzenbuch E von Arthur Dove und 100 Post-Minimalistische Zeichnungen.
Daneben zeigt das Museum Gemälde von Francesco Bassano, Nicolaes Pieterszoon Berchem, Paul Cézanne, Luigi Loir, Claude Monet, Berthe Morisot, Camille Pissarro, Kees van Dongen, Édouard Vuillard, Odilon Redon, Pablo Picasso, Diego Rivera und Andrew Wyeth, Skulpturen von Roy Lichtenstein, Henry Moore und Louise Nevelson. Zudem können die Besucher Drucke von Albrecht Dürer und Rembrandt van Rijn und James McNeill Whistler sehen. Die Design-Sammlung umfasst moderne und zeitgenössische Keramik, Glaswaren, Schmuck, Holzobjekte, Metallarbeiten, Körbe und Teeservice. Sie wurden von Künstlern wie Dale Chihuly, Albert Paley, Peter Voulkos und Dorothy Gill Barnes entworfen und geschaffen.

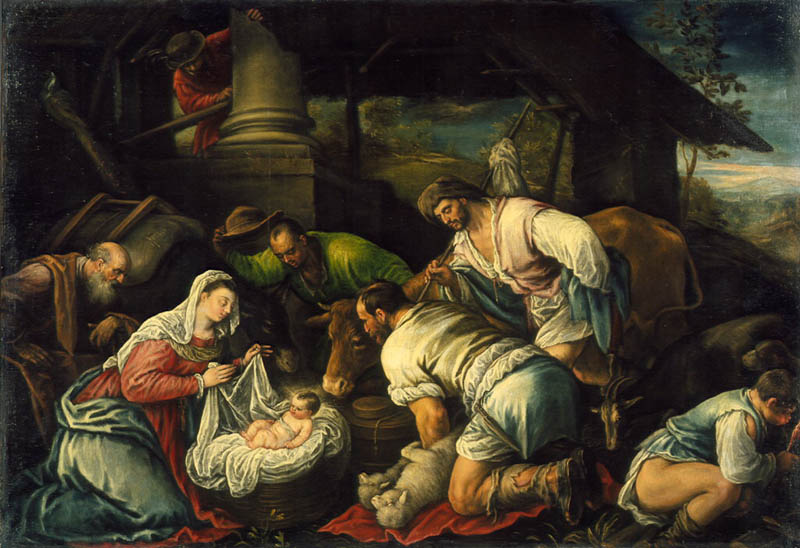
Francesco Bassano: Anbetung der Hirten
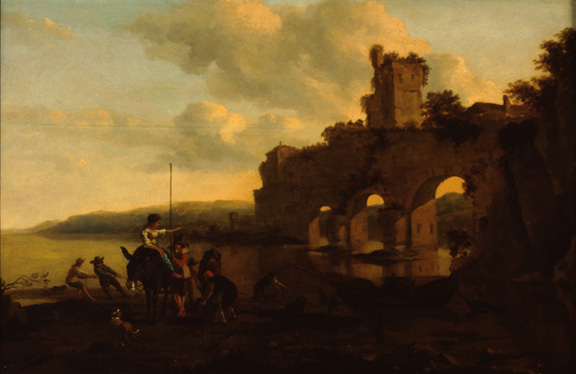
Nicolaes Pieterszoon Berchem: Flusslandschaft
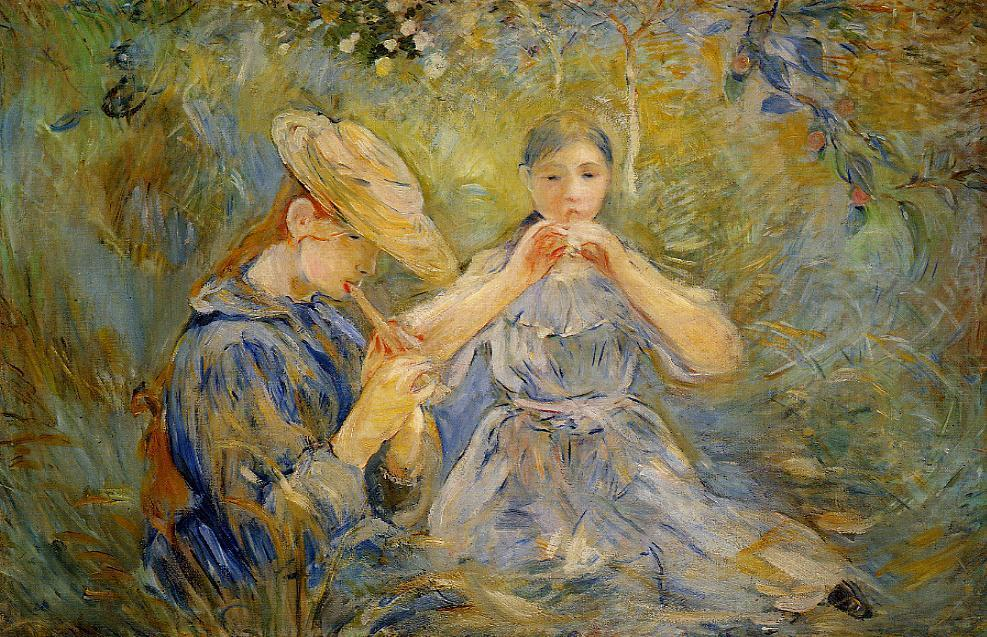
Berthe Morisot: Die Flötenspielerinnen
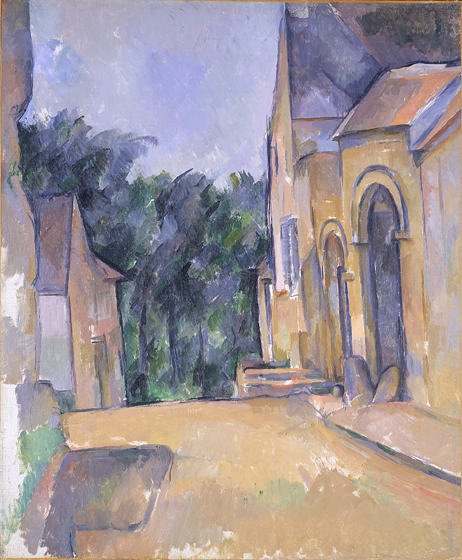
Paul Cézanne: Bauernhaus in Montgeroult